# Milichiella peyotei
Milichiella peyotei är en tvåvingeart som beskrevs av Irina Brake, 2009. Milichiella peyotei ingår i släktet Milichiella och familjen sprickflugor. Inom Milichiella tillhör arten gruppen Aethiops.

## Utbredning
Holotypen är från Mexiko.

## Utseende
Milichiella peyotei har kroppslängden 2,9 mm och vinglängden 2,9 mm. Honans känselspröt är relativt stora och är klargula till färgen.

## Levnadssätt
Milichiella peyotei har blivit uppfödd på kaktusen peyote.